# Elimination Chamber (2025)
Elimination Chamber (2025), também promovido como Elimination Chamber: Toronto (conhecido como No Escape na Alemanha), foi um evento de luta livre profissional produzido pela WWE. Foi a 15ª edição do Elimination Chamber e foi transmitido em pay-per-view (PPV) e transmissão ao vivo, contando com lutadores das divisões das marcas Raw e SmackDown da promoção. O evento aconteceu no sábado, em 1 de março de 2025, no Rogers Centre em Toronto, Ontário, Canadá.
O evento é baseado na luta Elimination Chamber, um tipo de combate em uma jaula de aço com múltiplos participantes, onde campeonatos ou futuras oportunidades de disputar campeonatos estão em jogo. O combate eponímico masculino, que foi o evento principal, foi vencido por John Cena em sua última aparição na Elimination Chamber devido à sua aposentadoria da luta livre profissional no final de 2025, enquanto o feminino, que foi a luta de abertura, foi vencido por Bianca Belair do SmackDown. Em outra luta importante, Kevin Owens derrotou Sami Zayn em uma luta não sancionada. O evento também contou com os retornos de Randy Orton e Jade Cargill.
Este foi o primeiro evento Elimination Chamber em Toronto e o primeiro evento da WWE a ser realizado no Rogers Centre desde a WrestleMania X8, em 2002, quando ainda era conhecido como SkyDome. Também foi o segundo evento Elimination Chamber no Canadá, após a edição de 2023, e o quarto consecutivo a ser realizado fora dos Estados Unidos. Este também foi o primeiro PPV a não apresentar uma defesa de campeonato desde o Survivor Series de 2021. 

## Produção

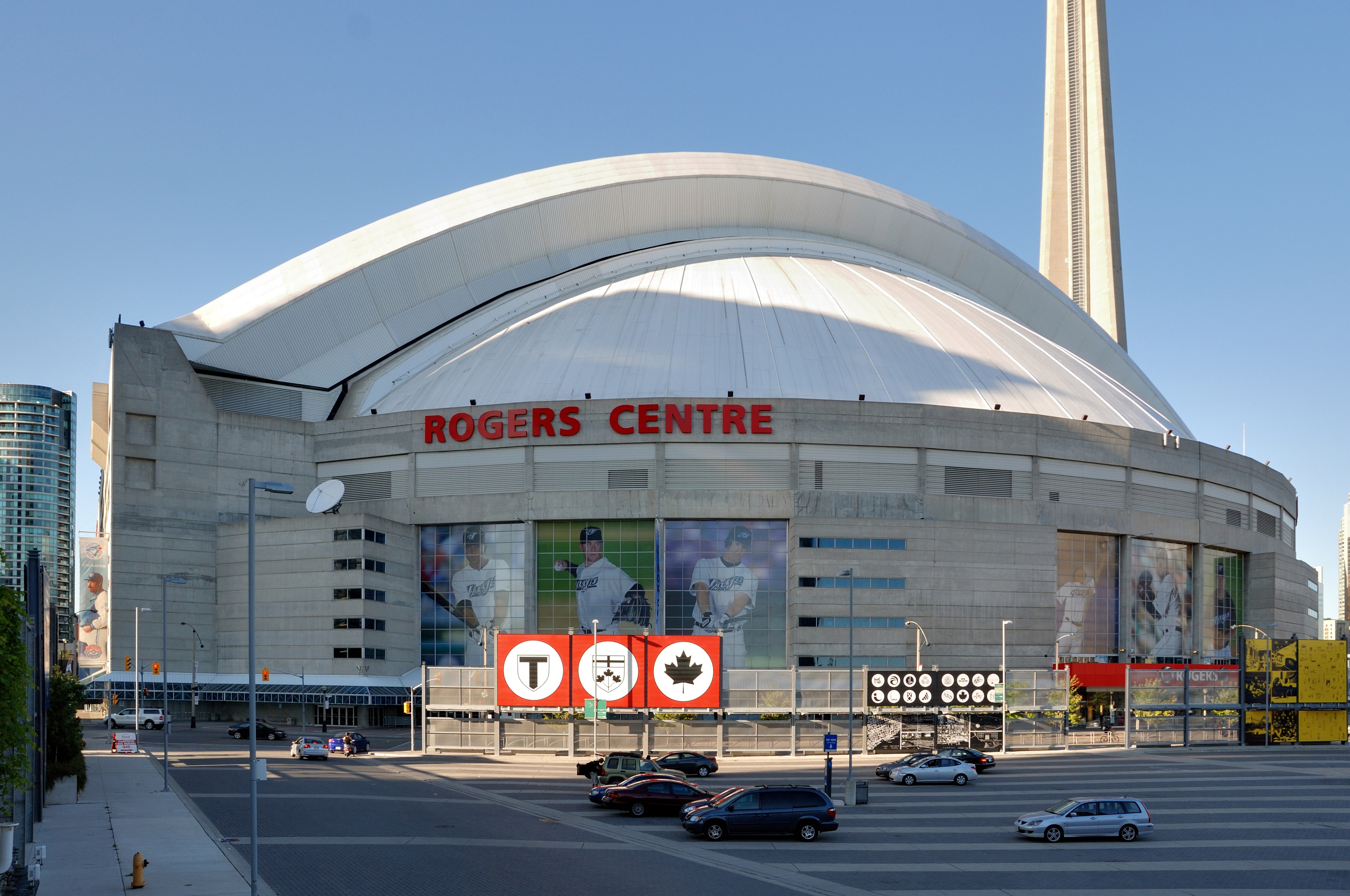
O Elimination Chamber de 2025 foi realizado no Rogers Centre em Toronto, Ontário, Canadá, marcando o primeiro evento da WWE no estádio desde a WrestleMania X8 em 2002.

### Introdução
Elimination Chamber é um evento de luta livre profissional produzido pela promoção americana WWE em 2010. Tem sido realizado todos os anos desde então, exceto em 2016, geralmente em fevereiro. O conceito do evento é que uma ou duas lutas do evento principal sejam disputadas dentro da Elimination Chamber, seja com campeonatos ou oportunidades futuras em campeonatos em jogo.
Anunciado em 8 de novembro de 2024, o 15º evento Elimination Chamber, intitulado Elimination Chamber: Toronto, foi agendado para ocorrer no sábado, 1º de março de 2025, no Rogers Centre em Toronto, Ontário, Canadá, e contou com lutadores das divisões Raw e SmackDown. Este foi o segundo evento Elimination Chamber a ser realizado no Canadá, após 2023, e o quarto fora dos Estados Unidos, após os eventos de 2022, 2023 e 2024, que aconteceram na Arábia Saudita, no Canadá (Montreal) e na Austrália, respectivamente. Além disso, marcou o primeiro evento da WWE no Rogers Centre desde a WrestleMania X8 em 2002, quando o estádio ainda era conhecido como SkyDome. Também foi o segundo evento Elimination Chamber a ter um subtítulo com o nome da cidade anfitriã e a ocorrer em um local ao ar livre, ambos após o evento de 2024. A música tema oficial do evento foi "New Way Out" de Poppy.
O evento foi transmitido ao vivo em pay-per-view em todo o mundo e estará disponível para transmissão ao vivo no Peacock nos Estados Unidos e na Netflix na maioria dos outros mercados internacionais, após o fechamento global do WWE Network e sua fusão com a Netflix em janeiro de 2025. A Rogers Communications, proprietária do Rogers Centre, é uma parceira de longa data da WWE e de sua empresa-mãe, TKO. A empresa foi parceira de transmissão e distribuição do WWE Network no Canadá de 2014 a 2024, e continuará sendo parceira de transmissão no Canadá da Ultimate Fighting Championship (UFC), promoção de artes marciais mistas co-propriedade da WWE sob a TKO.
Em 2011 e desde 2013, o show foi promovido como "No Escape" na Alemanha, pois temia-se que o nome "Câmara de Eliminação" pudesse lembrar as pessoas das câmaras de gás usadas durante o Holocausto.

### Histórias
O evento incluiu lutas que resultaram de histórias com script, onde os lutadores retrataram heróis, vilões ou personagens menos distinguíveis em eventos com script que criaram tensão e culminaram em uma luta ou série de lutas, com resultados predeterminados pelos escritores da WWE nas marcas do Raw e SmackDown, enquanto as histórias foram desenvolvidas nos programas de televisão semanais da WWE, Monday Night Raw e Friday Night SmackDown.
Em 6 de julho de 2024, durante o Money in the Bank, John Cena anunciou oficialmente que se aposentaria da luta livre profissional no final de 2025, após ter lutado na WWE desde 2002 (embora de forma parcial desde 2018). Cena também afirmou que competiria no Elimination Chamber, que seria seu último evento do Elimination Chamber. Após perder a luta Royal Rumble no evento Royal Rumble de 2025, durante o pós-show do evento, Cena declarou que competiria na luta Elimination Chamber masculina, pois seria sua última oportunidade de disputar um campeonato mundial no evento principal de uma WrestleMania. No dia seguinte, o gerente geral do Raw, Adam Pearce, anunciou que as lutas qualificatórias começariam na noite seguinte no Raw. CM Punk venceu o primeiro combate qualificatório, ao derrotar Sami Zayn. A terceira vaga foi determinada no episódio de 7 de fevereiro do SmackDown, onde Drew McIntyre derrotou Jimmy Uso e LA Knight em uma luta triple threat. A quarta vaga foi definida no episódio de 10 de fevereiro do Raw, onde Logan Paul derrotou Rey Mysterio. A quinta vaga foi determinada no episódio de 14 de fevereiro do SmackDown, em outra luta triple threat, onde Damian Priest derrotou Braun Strowman e Jacob Fatu, enquanto a vaga final foi definida no episódio de 17 de fevereiro do Raw, onde Seth "Freakin" Rollins derrotou Finn Bálor. Como resultado da escolha do vencedor do Royal Rumble, Jey Uso, que optou por desafiar Gunther pelo Campeonato Mundial dos Pesos Pesados do Raw na WrestleMania 41, o vencedor da luta Elimination Chamber masculina desafiará Cody Rhodes pelo Campeonato Indiscutível da WWE do SmackDown no WrestleMania.
As lutas qualificatórias para a luta Elimination Chamber feminina também começaram no episódio de 3 de fevereiro do Raw. Liv Morgan venceu o primeiro combate qualificatório, ao derrotar Iyo Sky por desqualificação, devido à interferência da campeã mundial feminina, Rhea Ripley. As segunda e terceira vagas foram determinadas no episódio de 7 de fevereiro do SmackDown, onde Bianca Belair e Alexa Bliss derrotaram Piper Niven e Candice LeRae, respectivamente. A quarta vaga foi definida no episódio de 10 de fevereiro do Raw, onde Bayley derrotou Lyra Valkyria. A quinta vaga foi determinada no episódio de 14 de fevereiro do SmackDown, onde Naomi derrotou Chelsea Green, enquanto a vaga final foi definida no episódio de 17 de fevereiro do Raw, onde Roxanne Perez, do NXT, derrotou Raquel Rodriguez. Como resultado da escolha da vencedora do Royal Rumble, Charlotte Flair, que optou por desafiar Tiffany Stratton pelo Campeonato Feminino da WWE do SmackDown na WrestleMania 41, a vencedora da luta Elimination Chamber feminina desafiará Rhea Ripley ou Sky pelo Campeonato Mundial Feminino do Raw na WrestleMania.
Em junho de 2024, Tiffany Stratton e Nia Jax formaram uma aliança. Durante esse período, Stratton venceu a luta Money in the Bank no evento homônimo em julho, enquanto Jax conquistou o Campeonato Feminino da WWE no SummerSlam em agosto. Em outubro, Jax também formou uma aliança com Candice LeRae. Após meses de provocações, Stratton finalmente traiu Jax e usou com sucesso seu contrato do Money in the Bank para conquistar o Campeonato Feminino da WWE no episódio de 3 de janeiro do SmackDown. No Royal Rumble em 1º de fevereiro, a integrante do Hall da Fama da WWE e canadense Trish Stratus entrou na luta Royal Rumble em #25 e eliminou LeRae, mas logo depois foi eliminada por Jax. No episódio de 14 de fevereiro do SmackDown, Jax teve uma revanche pelo título, mas a luta terminou com a vitória por desqualificação de Stratton após LeRae atacar Stratton. Após a luta, Jax e LeRae continuaram atacando Stratton, o que fez com que Stratus, que estava na plateia, entrasse no ringue para ajudar Stratton. Stratus então propôs fazer uma parceria com Stratton no Elimination Chamber: Toronto, e uma luta de duplas entre Stratus e Stratton contra Jax e LeRae foi posteriormente oficializada.
No episódio de 20 de janeiro do Raw, Sami Zayn falou sobre a possibilidade de vencer a luta Royal Rumble antes de ser interrompido por seu amigo de longa data, Kevin Owens. Owens afirmou que sabia que Zayn poderia ganhar a luta Royal Rumble porque teria o apoio de Zayn, assim como sabia que Zayn o apoiaria na próxima luta de escadas de Owens contra Cody Rhodes pelo Campeonato Indiscutível da WWE também no Royal Rumble. No evento, Owens perdeu para Rhodes, mas durante a luta, Zayn apareceu à beira do ringue para verificar Owens, embora não tenha se envolvido na luta. No episódio seguinte do Raw, Zayn não conseguiu se qualificar para a luta Elimination Chamber. Após a luta, Owens atacou brutalmente Zayn com um package piledriver, lesionando gravemente o pescoço de Zayn (kayfabe) e o afastando por um período indefinido. Em uma mensagem de vídeo postada no X, Zayn deu uma atualização sobre sua lesão e proclamou que, quando fosse liberado para lutar, ele iria atrás de Owens, que respondeu alegando que a recusa de Zayn em ajudá-lo durante a luta foi uma traição. Owens também desafiou Zayn para uma luta no Elimination Chamber, independentemente de Zayn ser liberado para lutar ou não. No episódio de 17 de fevereiro do Raw, Zayn aceitou o desafio de Owens para a luta, mas o gerente geral do Raw, Adam Pearce, se recusou a oficializar a luta, pois Zayn ainda não estava liberado para competir. Zayn se recusou a sair do ringue até que Pearce tornasse a luta oficial. Pearce disse a Zayn que não poderia sancionar uma luta entre os dois. Portanto, uma luta não sancionada entre Owens e Zayn, ambos naturais do Canadá, foi marcada para o Elimination Chamber: Toronto.
No episódio de 21 de fevereiro do SmackDown, o membro do conselho da TKO, Dwayne "The Rock" Johnson, fez uma aparição especial onde convocou o campeão indiscutível da WWE, Cody Rhodes. Rock afirmou que, embora tenham se enfrentado na WrestleMania XL no ano anterior, desde então se tornaram amigos. Apesar de elogiar Rhodes por se tornar um grande campeão e um campeão do povo, Rock expressou o desejo de que Rhodes fosse o seu campeão. Rock afirmou que poderia elevar ainda mais a carreira de Rhodes e que poderia tornar qualquer coisa possível para ele, além de estar presente no Elimination Chamber: Toronto para ouvir a resposta de Rhodes.

## Evento
| Função:                 | Nome:             |
| ----------------------- | ----------------- |
| Comentaristas ingleses  | Michael Cole      |
| Comentaristas ingleses  | Pat McAfee        |
| Comentaristas ingleses  | Wade Barrett      |
| Comentaristas espanhóis | Marcelo Rodríguez |
| Comentaristas espanhóis | Jerry Soto        |
| Anunciador de ringue    | Alicia Taylor     |
| Árbitros                | Danilo Anfibio    |
| Árbitros                | Jason Ayers       |
| Árbitros                | Dan Engler        |
| Árbitros                | Dallas Irvin      |
| Árbitros                | Daphanie LaShaunn |
| Árbitros                | Eddie Orengo      |
| Árbitros                | Chad Patton       |
| Árbitros                | Charles Robinson  |
| Árbitros                | Ryan Tran         |
| Árbitros                | Rod Zapata        |
| Entrevistadora          | Cathy Kelley      |
| Painel pré-show         | Jackie Redmond    |
| Painel pré-show         | Big E             |
| Painel pré-show         | Peter Rosenberg   |

### Lutas preliminares
O pay-per-view começou com a luta feminina Elimination Chamber, onde a vencedora ganharia uma luta pelo Campeonato Mundial Feminino na WrestleMania 41. Liv Morgan e Naomi começaram a luta. Antes da luta começar oficialmente, Jade Cargill voltou de uma lesão que foi de um ataque em dezembro que se acreditava ter sido feito por Liv Morgan e Raquel Rodriguez, mas Cargill atacou Naomi violentamente, confirmando que foi Naomi quem realmente a atacou naquela época. Cargill bateu Naomi na cápsula de Bianca Belair e depois bateu a porta da câmara em Naomi antes de sair. A luta então começou oficialmente e Morgan provocou Belair quando Naomi foi anunciada como não mais capaz de competir e, portanto, eliminada. Belair entrou em seguida, seguido por Roxanne Perez. A quinta participante foi Bayley e a última a entrar foi Alexa Bliss. Perez bateu Bayley na parede da câmara. Ela tentou um moonsault, mas Bayley rebateu. Ela foi para uma planta de rosa, mas Morgan executou Oblivion em Bayley para eliminá-la. Morgan então foi para o topo de uma cápsula, onde Belair usou sua trança para chicotear Morgan e mandá-la para o chão. Belair executou um crossbody em Morgan, Perez e Bliss. Morgan e Perez bombardearam Belair e Bliss do tensor superior. Perez foi eliminado após um codebreaker de Morgan e Twisted Bliss de Bliss. Belair foi para o Beijo da Morte em Bliss, que mandou Morgan voar. Morgan contou com a irmã Abigail em Bliss para uma quase queda. Bliss foi eliminado por Morgan de um rollup. Morgan então usou a trança de Belair para jogá-la na parede da câmara para uma quase queda. Belair executou uma lança em Morgan para uma quase-queda. No final, depois de trocar contra-ataques, Belair contra-atacou o Oblivion de Morgan e executou o Kiss of Death para vencer a luta. Após a luta, a campeã mundial feminina Rhea Ripley e Iyo Sky, que desafiará Ripley pelo título no episódio de 3 de março do "Raw", confrontaram Belair no palco.
Na segunda luta, Trish Stratus e a campeã feminina da WWE Tiffany Stratton enfrentaram Nia Jax e Candice LeRae. No clímax, Stratus executou um Stratusfaction top-rope em Jax. LeRae tentou quebrar a imobilização, no entanto, Stratus saiu do caminho e LeRae atingiu Jax. Stratton então realizou o Moonsault mais bonito de todos os tempos em Jax para vencer a luta.
A terceira luta foi uma luta não sancionada entre Sami Zayn e Kevin Owens. Ao longo da luta, eles usaram diversas armas e brigaram por toda a arena, mas continuaram a luta. Owens executou um Fisherman's Buster em Zayn através de uma mesa para quase cair. Zayn deu um Helluva Kick em Owens para quase cair. Zayn recuperou uma cadeira de arame farpado e usou-a contra Owens. Zayn colocou a cadeira em cima de outras duas e executou um Blue Thunderbomb em Owens para quase cair. Owens executou várias Powerbombs de avental em Zayn para vencer a luta. Após a luta, Owens expôs o concreto e tentou causar mais danos a Zayn quando um Randy Orton retornou e deu um RKO em Owens. Orton então tentou um Punt Kick, mas foi contido pela segurança enquanto Owens recuava. Orton então executou RKOs em quatro seguranças.

### Evento principal
O evento principal foi a luta masculina Elimination Chamber para determinar o desafiante de Cody Rhodes pelo Undisputed WWE Championship na WrestleMania 41. Drew McIntyre e Seth "Freakin" Rollins começaram a luta. McIntyre dominou Rollins, inclusive enviando-o com a garganta para a parte exposta de um esticador. Damian Priest entrou em terceiro, seguido por Logan Paul. Depois que Priest dominou, Paul deu um soco de sorte em Priest e o jogou no chão. Rollins executou um superkick em Paul para uma quase-queda. John Cena entrou em quinto e executou seus movimentos característicos em seus oponentes. McIntyre executou um Claymore Kick em Cena antes de Priest derrotá-lo com um rollup. McIntyre executou um Claymore Kick em Priest antes de sair. Paul executou um Frog Splash em Priest para eliminá-lo antes que CM Punk entrasse em último. Cena teve um olhar fixo com Punk antes de brigar com Rollins. Paul eliminou os dois homens e Punk executou o GTS em Paul para eliminá-lo. Cena e Punk realizaram um Hart Attack em Rollins. Cena ofereceu um aperto de mão, e ele e Punk o abraçaram. Eles começaram a brigar com Cena levando vantagem com seus movimentos característicos. Eles então trocaram finalizações antes de Punk derrotar Rollins fora do ringue. Cena rebateu um crossbody em um Attitude Adjustment para uma quase-queda. Rollins enviou Cena através de uma cápsula de câmara antes de voltar sua atenção para Punk. Depois de trocarem finalizadores, Rollins foi eliminado após um GTS de Punk e um Attitude Adjustment de Cena. Cena executou um Attitude Adjustment e Punk executou um GTS em Cena, com ambos resultando em quase-quedas. No final, Rollins aplicou um Stomp em Punk, permitindo que Cena aplicasse o STF em Punk, que desmaiou, para ganhar uma luta pelo Undisputed WWE Championship na WrestleMania 41.
Após a luta, Rhodes apareceu e encarou Cena. Travis Scott e The Rock apareceram então, com este último se juntando a Rhodes e Cena no ringue. The Rock queria a alma de Rhodes, ao que Rhodes recusou. Depois Rock sinalizou para Cena, e Cena atacou violentamente Rhodes, fazendo-o sangrar, antes de se levantar com o cinturão, virando heel pela primeira vez desde 2003.

## Resultados
| Nº                                          | Resultados                                                                                    | Estipulações                                                                                         | Tempo |
| ------------------------------------------- | --------------------------------------------------------------------------------------------- | --- | ----- |
| 1                                           | Bianca Belair derrotou Alexa Bliss, Bayley, Liv Morgan, Naomi e Roxanne Perez                 | Luta Elimination Chamber por uma oportunidade pelo Campeonato Mundial Feminino na WrestleMania 41    | 29:15 |
| 2                                           | Tiffany Stratton e Trish Stratus derrotaram Nia Jax e Candice LeRae                           | Luta de duplas                                                                                       | 11:40 |
| 3                                           | Kevin Owens derrotou Sami Zayn                                                                | Luta não sancionada                                                                                  | 27:35 |
| 4                                           | John Cena derrotou CM Punk, Damian Priest, Drew McIntyre, Logan Paul e Seth "Freakin" Rollins | Luta Elimination Chamber por uma oportunidade pelo Campeonato Indiscutível da WWE na WrestleMania 41 | 32:40 |
| (c) – Refere-se aos campeões antes da luta. |                                                                                               | |       |

### LutaElimination ChamberFeminina
| Ordem de eliminação | Lutadora      | Entrada | Eliminada por:      | Método                                           | Tempo |
| ------------------- | ------------- | ------- | ------------------- | ------------------------------------------------ | ----- |
| 1                   | Naomi         | 1       | Incapaz de competir | Atacada por Jade Cargill, que fez o seu retorno. | 0:00  |
| 2                   | Bayley        | 5       | Liv Morgan          | Pinfall                                          | 19:05 |
| 3                   | Roxanne Perez | 4       | Alexa Bliss         | Pinfall                                          | 23:05 |
| 4                   | Alexa Bliss   | 6       | Liv Morgan          | Pinfall                                          | 25:35 |
| 5                   | Liv Morgan    | 2       | Bianca Belair       | Pinfall                                          | 29:15 |
| Vencedora           | Bianca Belair | 3       |                     |                                                  | 29:15 |

### LutaElimination ChamberMasculina
| Ordem de eliminação | Lutador                | Entrada | Eliminado por: | Método            | Tempo |
| ------------------- | ---------------------- | ------- | -------------- | ----------------- | ----- |
| 1                   | Drew McIntyre          | 1       | Damian Priest  | Pinfall           | 13:10 |
| 2                   | Damian Priest          | 3       | Logan Paul     | Pinfall           | 14:25 |
| 3                   | Logan Paul             | 4       | CM Punk        | Pinfall           | 18:30 |
| 4                   | Seth "Freakin" Rollins | 2       | CM Punk        | Pinfall           | 30:00 |
| 5                   | CM Punk                | 6       | John Cena      | Submissão técnica | 32:40 |
| Vencedor            | John Cena              | 5       |                |                   | 32:40 |